# Municipio Pasorapa
Das Municipio  Pasorapa  ist ein Verwaltungsbezirk im Departamento Cochabamba im südamerikanischen Anden-Staat Bolivien.

## Lage im Nahraum
Das Municipio Pasorapa ist eines von drei Municipios der Provinz Narciso Campero. Es grenzt im Nordwesten an das Municipio Omereque, im Westen an das Municipio Aiquile, im Süden an das Departamento Chuquisaca und im Osten und Nordosten an das Departamento Santa Cruz.
Der zentrale Ort des Municipios ist die Landstadt Pasorapa mit 3134 Einwohnern im zentralen Teil des Municipios. (Volkszählung 2012)

## Geographie
Das Municipio Pasorapa liegt zwischen den Gebirgsketten der Cordillera Oriental und der Cordillera Central. Das Klima ist geprägt durch ein typisches Tageszeitenklima, bei dem die Temperaturschwankungen zwischen Tag und Nacht größer sind als zwischen den Jahreszeiten.
Die Jahresdurchschnittstemperatur der Region liegt bei etwa 20 °C (siehe Klimadiagramm Omereque), wobei die Monatsdurchschnittswerte zwischen 17,5 °C im Juli und 22 °C von Oktober bis Februar schwanken. Der Jahresniederschlag liegt bei 500 mm, mit einer ausgeprägten Trockenzeit von April bis Oktober mit Monatswerten unter 20 mm und einer kurzen Feuchtezeit von Dezember bis Februar mit monatlich etwa 100 mm.

## Bevölkerung
Die Einwohnerzahl ist zwischen 1992 und 2024 um mehr als ein Drittel angestiegen:
| Jahr | Einwohner | Quelle       |
| ---- | --------- | ------------ |
| 1992 | 4612      | Volkszählung |
| 2001 | 4656      | Volkszählung |
| 2012 | 6696      | Volkszählung |
| 2024 | 6468      | Volkszählung |

Die Bevölkerungsdichte des Municipios bei der Volkszählung von 2024 betrug 2,7 Einwohner/km², der Anteil der städtischen Bevölkerung ist 0,0 Prozent (2001). Die Lebenserwartung der Neugeborenen lag im Jahr 2001 bei 63,5 Jahren.
Der Alphabetisierungsgrad bei den über 19-Jährigen beträgt 75,4 Prozent, und zwar 86,7 Prozent bei Männern und 63,3 Prozent bei Frauen (2001).

## Politik
Ergebnis der Regionalwahlen (concejales del municipio) vom 4. April 2010:
| Wahl- berechtigte |  | Wahl- beteiligung | gültige Stimmen |  | PUN    | MAS-IPSP |
| ----------------- |  | ----------------- | --------------- |  | ------ | -------- |
| 1.623             |  | 1.430             | 1.228           |  | 616    | 612      |
|                   |  | 88,1 %            | 85,9 %          |  | 50,2 % | 49,8 %   |

Ergebnis der Regionalwahlen (elecciones de autoridades políticas) vom 7. März 2021:
| Wahl- berechtigte |  | Wahl- beteiligung | gültige Stimmen |  | MAS-IPSP | SÚMATE  | SOMOS  | MTS    | UNIDOS.CBBA | C-A    |
| ----------------- |  | ----------------- | --------------- |  | -------- | ------- | ------ | ------ | ----------- | ------ |
| 1.719             |  | 1.506             | 1.254           |  | 670      | 355     | 95     | 39     | 29          | 29     |
|                   |  | 87,61 %           | 83,27 %         |  | 53,42 %  | 28,31 % | 7,58 % | 3,11 % | 2,31 %      | 2,31 % |

## Gliederung
Das Municipio ist nicht weiter untergliedert und besteht nur aus einem Kanton (cantón):
- 03-0202-01 Kanton Pasorapa

## Ortschaften im Municipio Pasorapa
- Kanton Pasorapa
  - Pasorapa 3134 Einw.